# Give Ireland Back to the Irish
«Give Ireland Back to the Irish» es una canción del músico británico Paul McCartney publicada como el primer sencillo del nuevo grupo de McCartney, Wings, el 19 de febrero de 1972.

## Publicación y prohibición
«Give Ireland Back to the Irish» fue compuesta por Paul y Linda McCartney como respuesta al Domingo Sangriento en Irlanda del Norte el 30 de enero de 1972 y contó con la participación del guitarrista norirlandés Henry McCullough. 
La difusión mediática de la canción fue prohibida en todos los medios de comunicación británicos, tales como la BBC, Radio Luxemburgo y Independent Television, debido a su contenido político. En el programa Pick of the Pops de BBC Radio, el presentador Alan Freeman tuvo que definir la canción como «un disco del grupo Wings».
Según comentó McCartney: «Desde nuestro punto de vista, era la primera vez que la gente se cuestionaba qué hacíamos en Irlanda del Norte. Fue chocante. Escribí «Give Ireland Back to the Irish», la grabamos y al cabo de un tiempo recibí una llamada del presidente de EMI, Sir Joseph Lockwood, explicándome que no la iban a publicar. Pensaba que era demasiado inflamatoria. Le dije que me sentía fuerte con ella y que tenían que publicarla. Él dijo: «Bueno, de todos modos la prohibirán». Y desde luego que lo hicieron. Sé que «Give Ireland Back to the Irish» no era una ruta fácil, pero a mí me parecía que era el momento oportuno. Todos en Wings sentimos lo mismo. Pero el hermano de Henry McCullough, que vivía en Irlanda del Norte, fue agredido por culpa de la canción. Los matones descubrieron que Henry estaba en Wings».
La cara B del sencillo, titulada «Give Ireland Back to the Irish (Version)», fue una versión instrumental de la canción. La cara A fue reeditada como tema extra en la remasterización de Wild Life en 1993.

## Recepción
«Give Ireland Back to the Irish» se convirtió en un éxito en Irlanda, donde alcanzó el primer puesto, y en España, y a pesar de la prohibición, entró en el puesto 16 de la lista británica UK Singles Chart y en el 21 de la lista estadounidense Billboard Hot 100.